# Il commiato
Il commiato (o Inno dei laureandi) è un canto che fa parte del repertorio dell'innodia goliardica dell'università italiana, in voga a inizio Novecento, opera estemporanea di Nino Oxilia, che ne compose di getto i versi in un'occasione conviviale nel 1909. Il testo di Oxilia fu messo in musica da Giuseppe Blanc.
Diffuso, in origine, tra gli studenti dell'Università di Torino, il canto goliardico celebrava la fine degli studi e l'imminente assunzione di responsabilità adulte, con il conseguente venir meno delle dolcezze della gioventù.
Nata come nostalgica canzone studentesca incentrata sul tema dell'epilogo malinconico della spensierata vita universitaria, essa subì col tempo un destino imprevisto, adottata, come fu, in vari contesti che ne travolsero l'originaria impronta goliardica: dapprima adattata in chiave militare, poi in chiave politica e sociale, finì per divenire Giovinezza, inno trionfale del Partito Nazionale Fascista.

## Autori

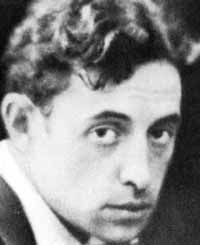
Nino Oxilia (1889-1917), autore dei versi dell'inno

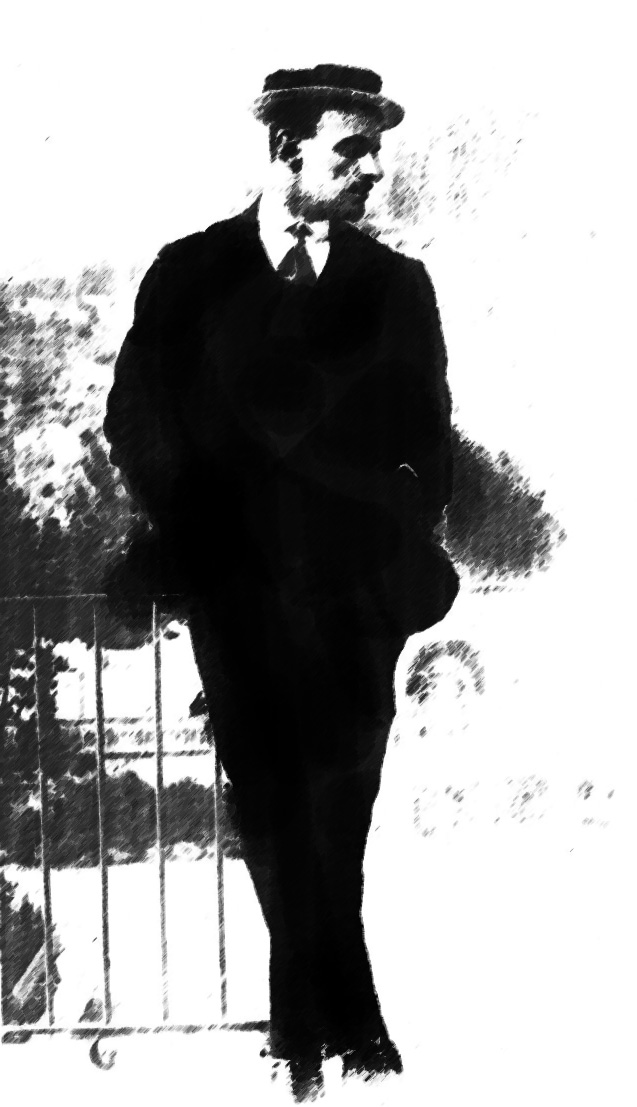
Il musicista Giuseppe Blanc (1886-1969), negli anni precedenti la Grande guerra

La Libertà che guida il popolo, di Delacroix (1830)

Autore del testo fu lo studente diciannovenne Nino Oxilia, futuro poeta crepuscolare, che, insieme alla stesura dell'inno, è rimasto noto per i suoi celebri trascorsi goliardici: era, infatti, membro di spicco dell'A.T.U. (Associazione Torinese Universitaria, poi confluita nella Corda Fratres) e fu, inoltre, sodale della Gaja Brigata, nella quale raggiunse il titolo di "cardinale".
Protagonista della Belle Époque studentesca, Oxilia sarebbe andato incontro a giovane morte il 18 novembre 1917, sulla linea del Monte Grappa, durante la prima guerra mondiale, colpito da una scheggia di granata sul Monte Tomba.
Il testo di Oxilia fu musicato dal suo amico Giuseppe Blanc, musicista versatile e polistrumentista, allievo del Liceo musicale "Giuseppe Verdi" (poi Conservatorio Giuseppe Verdi). Blanc, a quei tempi, era studente laureando in giurisprudenza, avendo rinunciato a seguire in pieno le proprie inclinazioni musicali per accondiscendere al desiderio dei genitori che lo volevano avviato agli studi di diritto.

## Storia
La canzone nacque a Torino in una sera di maggio del 1909, nella trattoria del Sussembrino in Via Po, con il titolo Il Commiato, come canto goliardico, durante una festa di addio agli studi degli studenti universitari di legge dell'Università di Torino. Fu proprio su sollecitazione della comitiva degli studenti convenuti che Nino Oxilia si mise a comporre di getto il testo della canzone per celebrare un evento, quello della laurea, che segnava un rito di passaggio nella vita umana, la fine della spensieratezza della vie bohémienne e il transito dall'adolescenza alla vita adulta, con l'assunzione di impegni e responsabilità professionali, un mutamento spesso segnato, per gli studenti fuori sede, dall'abbandono della città e dei compagni di studio per far ritorno alla provincia di origine.
Nella trattoria, Oxilia si trovava in compagnia dell'amico musicista Giuseppe Blanc, che aggiunse la musica al testo e la canzone conobbe un notevole gradimento negli ambienti goliardici torinesi tanto da essere subito stampata in 150 copie dagli studenti stessi. La pubblicazione, per la casa editrice torinese Gustavo Gori Editore Di Musica di piazza Castello 22, si avvaleva di "un bellissimo ed emblematico frontespizio" a colori di Attilio Mussino, il quale, in stile Art Nouveau, aveva raffigurato una scena di commiato tra uno studente in partenza con il diploma di laurea arrotolato sotto il braccio e "una bella e corrucciata fanciulla col viso in parte coperto da un ampio cappello", alla quale lo studente tiene la mano.

## Temi
I versi dell'Oxilia, al contempo gioiosi e malinconici, celebravano la fine della spensierata età bohémienne degli studi, che segnava anche l'epilogo delle sue gioie, degli amori studenteschi, del vigore e della spavalderia di chi ha vent'anni.
Nell'ultima strofa prima del refrain finale faceva capolino un accento patriottico e irredentista (il secondo verso si riferisce a Trento e Trieste che erano sotto dominazione austriaca):
Secondo uno studio pubblicato nel 2013 da Patrizia Deabate, la versione originale dell'inno era una risposta di Oxilia a una poesia scritta mezzo secolo prima dal milanese Emilio Praga, poeta "maledetto" appartenente alla Scapigliatura. L'Inno, inoltre, affonderebbe le radici più remote nell'esaltazione della giovinezza della Rivoluzione francese, con il richiamo a un simbolo contenuto nel celebre dipinto di Eugène Delacroix, La Libertà che guida il popolo, custodito al Museo del Louvre di Parigi.
Tesi ribadita, con ulteriori riferimenti storici e letterari, nella prefazione di "Canti brevi" di Nino Oxilia, nella riedizione del 2014 curata da Patrizia Deabate per la collana diretta da Roberto Rossi Precerutti, Neos Edizioni di Torino.
Dopo il ritrovamento, in Giappone, e il restauro del film Addio giovinezza (1918), presentato al Festival del Cinema Ritrovato di Bologna nel 2014, sono stati individuati i nessi fra la pellicola e l'inno nella sua trasformazione dalla versione goliardica del 1909 a quella guerresca degli Arditi del 1917.

### Fortuna
Nel 1911 la canzone fu inserita nella "celeberrima" operetta Addio giovinezza!, con libretto di Sandro Camasio e dello stesso Nino Oxilia, che conobbe un notevole successo. Questo contribuì anche alla fortuna dell'inno che fu intonato anche tra i padiglioni dell'Esposizione internazionale dell'Industria e del Lavoro che si tenne a Torino in quello stesso anno.
Erano gli anni in cui, nella Torino di inizio secolo, l'incipiente sviluppo industriale delineava già una frattura sociologica; rispetto al mondo delle ciminiere e degli opifici della meccanica, la canzone rappresentava espressione di controcanto di una città ancorata alla sua anima risorgimentale, la società sabauda "degli orizzonti limitati ma sicuri, della vita senza foga, delle cose piccole e serene cantate con rimpianto da Guido Gozzano"

#### Rimaneggiamenti successivi
Il successo dell'inno è testimoniato anche dai rifacimenti successivi: rimaneggiato nel 1911, fu adottato come inno ufficiale degli Alpini.
Morto l'autore in guerra nel 1917, finì per essere trasformata in un inno degli Arditi, quindi degli Arditi del popolo, poi delle donne fasciste, quindi, ancora, in un inno dello squadrismo fascista. In seguito, con le modifiche al testo apportate da Salvator Gotta, divenne Giovinezza, e, come sottolineava il sottotitolo, Inno trionfale del Partito Nazionale Fascista e, infine, Inno della Repubblica Sociale italiana.
Nulla, nei versi di Oxilia, poteva far intuire o trasparire il senso dei simbolismi sociali e politici di cui l'inno nostalgico degli studenti sarebbe stato caricato con vari interventi nel tempo. Il susseguirsi di questi interventi, con l'inserimento di simboli e riferimenti storici, permette di seguire l'evoluzione stessa, in senso sociale e politico, del fascismo italiano.

## Testo originario
| Testo |
| --- |
| Son finiti i giorni lieti, degli studi e degli amori, o compagni in alto i cuori, il passato salutiamo. È la vita una battaglia, e il cammino irto d’inganni, ma siam forti: abbiam vent’anni, l’avvenire non temiam... Giovinezza, giovinezza, Primavera di bellezza, della vita nell’asprezza, il tuo canto squilla e va... Stretti stretti sotto braccio, d’una timida sdegnosa, trecce bionde, labbra rosa, occhi azzurri come il mare. Ricordate in Primavera, tra le verdi ombre dei tigli, nei crepuscoli vermigli, i fantastici vagar?... Giovinezza, giovinezza, Primavera di bellezza, della vita nell’asprezza, il tuo canto squilla e va... Salve o nostra adolescenza, te commossi salutiamo: per la vita ce ne andiamo, il tuo riso cesserà. Ma se un dì venisse un grido, dei fratelli non redenti, con la morte, sorridenti, il nemico ci vedrà! Giovinezza, giovinezza, Primavera di bellezza, della vita nell’asprezza, il tuo canto squilla e va! |

Variazioni

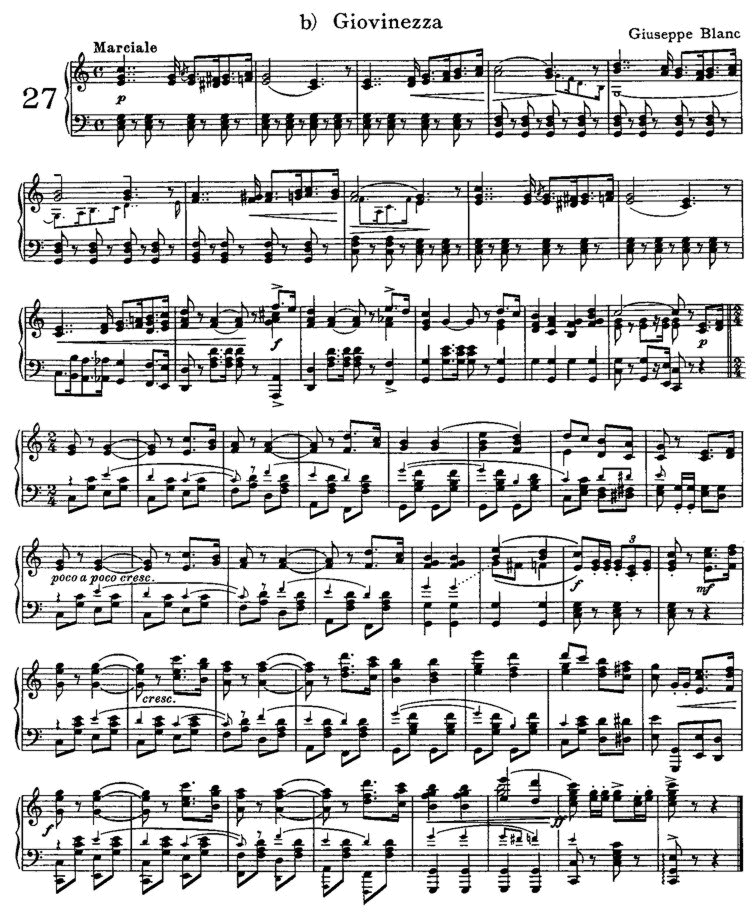
Partitutra dell'inno (Giuseppe Blanc)

Alcune versioni della canzone presentano leggere differenze nel testo. Queste includono:
Strofa 1:
| Testo                                                                                                |
| --- |
| Son finiti i tempi lieti degli studi e degli amori; o compagni in alto i cuori, il passato salutiam. |

Strofa 4:
| Testo |
| --- |
| Stretti stretti sotto braccio d'una piccola sdegnosa, trecce bionde, labbra rosa, occhi azzurri come il mar; |

Strofa 5 (i versi 2 e 3 sono scambiati):
| Testo                                                                                         |
| --------------------------------------------------------------------------------------------- |
| Ricordare in primavera i crepuscoli vermigli tra le verdi ombre dei tigli i fantastici vagar. |

Strofa 8:
| Testo                                                                                          |
| ---------------------------------------------------------------------------------------------- |
| Ma se un dì udremo un grido dei fratelli non redenti alla morte sorridenti il nemico ci vedrà. |